# Maurice Lucas
Pour les articles homonymes, voir Maurice Lucas (homonymie).
Maurice Lucas, né le 18 février 1952 à Pittsburgh, Pennsylvanie, et mort le 31 octobre 2010, est un joueur américain de basket-ball. Il fut entraîneur assistant de l'équipe NBA des Trail Blazers de Portland.

## Carrière
Lucas joua à les Golden Eagles de l'université Marquette durant deux années, atteignant la finale du tournoi NCAA en 1974. Bien que Marquette ne remporta pas le titre, Lucas disputa l'intégralité de la rencontre, inscrivant 21 points et 13 rebonds.
En 1974, il fut sélectionné par les Bulls de Chicago au quatorzième rang de la draft 1974. Cependant, il décida de rejoindre l'American Basketball Association et les Spirits of St. Louis et fut nommé dans la ABA All-Rookie 2nd team en 1975. Au cours de la saison suivante, Lucas fut transféré aux Colonels du Kentucky jusqu'à ce que la ABA fusionne avec la NBA en 1976. Lucas fut élu ABA All-Star lors de la saison 1975-76.
Lucas fut sélectionné par les Trail Blazers de Portland lors de la draft de dispersion. Lors de la saison 1976-1977, Lucas était le leader des Trail Blazers au nombre de points marqués, au nombre de minutes jouées, au pourcentage de réussite aux tirs, aux lancers-francs, ainsi qu'aux rebonds offensifs. Non seulement l'équipe se qualifia alors pour les playoffs pour la première fois lors de cette saison, mais Lucas et son coéquipier Bill Walton menèrent les Trail Blazers au titre de champion en éliminant le favori, les Lakers de Los Angeles, en les battant 4-0 lors de la Finale de la Conférence Ouest, et remportant les Finales NBA en battant 4-2 les 76ers de Philadelphie. Lors de cette série, Lucas affirma son rôle d' enforcer lors de la deuxième rencontre. Alors que les 76ers menaient confortablement lors de cette rencontre, les Blazers remontaient au score. Lionel Hollins manqua un tir, Bob Gross et Darryl Dawkins se battirent pour capter le rebond et les deux tombèrent au sol. Les deux allaient s'affronter lorsque Lucas mit une claque à Dawkins par derrière et le défia alors dans cette bagarre à la place de Gross. Les deux bancs intervinrent et Dawkins et Lucas furent exclus. Bien que les 76ers remportèrent le match et menaient la série 2-0, l'action de Lucas fut perçue comme le moment qui fit basculer la série en faveur des Blazers. Portland gagna les deux matchs suivants à domicile, puis alla gagner à Philadelphie, pour finalement remporter cette série sur le parquet de Philadelphie. Lucas demeura à Portland jusqu'en 1980 quand il fut transféré aux Nets du New Jersey.
Lucas changea ensuite fréquemment d'équipe, évoluant sous les couleurs des Knicks de New York, des Suns de Phoenix, des Lakers de Los Angeles et des SuperSonics de Seattle avant de retourner à Portland pour sa dernière saison professionnelle en 1987-1988. En quatorze années de carrière, deux en ABA et douze en NBA, Lucas inscrivit 14 857 points, 9 306 rebonds et fut à cinq reprises All-Star, une fois en ABA, quatre fois en NBA. Il fut nommé en 1978 dans la All-NBA-Defense First team, dans la All-NBA Second team, et en 1979 dans la All-NBA-Defense Second team. Les Trail Blazers ont retiré son maillot numéro 20, lors d'une cérémonie qui s'est déroulée le 4 novembre 1988. Lucas fut également entraîneur assistant de Mike Schuler et Rick Adelman lors de la saison 1988-1989.
En 2005, Lucas revient chez les Trail Blazers en tant qu'assistant de l'entraîneur Nate McMillan.
L'ailier des Lakers de Los Angeles Luke Walton, fils de Bill Walton, ancien coéquipier de Lucas à Portland est prénommé ainsi en son honneur.